# Aethionema rotundifolium
Aethionema rotundifolium är en korsblommig växtart som beskrevs av Pierre Edmond Boissier. Aethionema rotundifolium ingår i släktet Aethionema och familjen korsblommiga växter. Inga underarter finns listade i Catalogue of Life.

## Bildgalleri

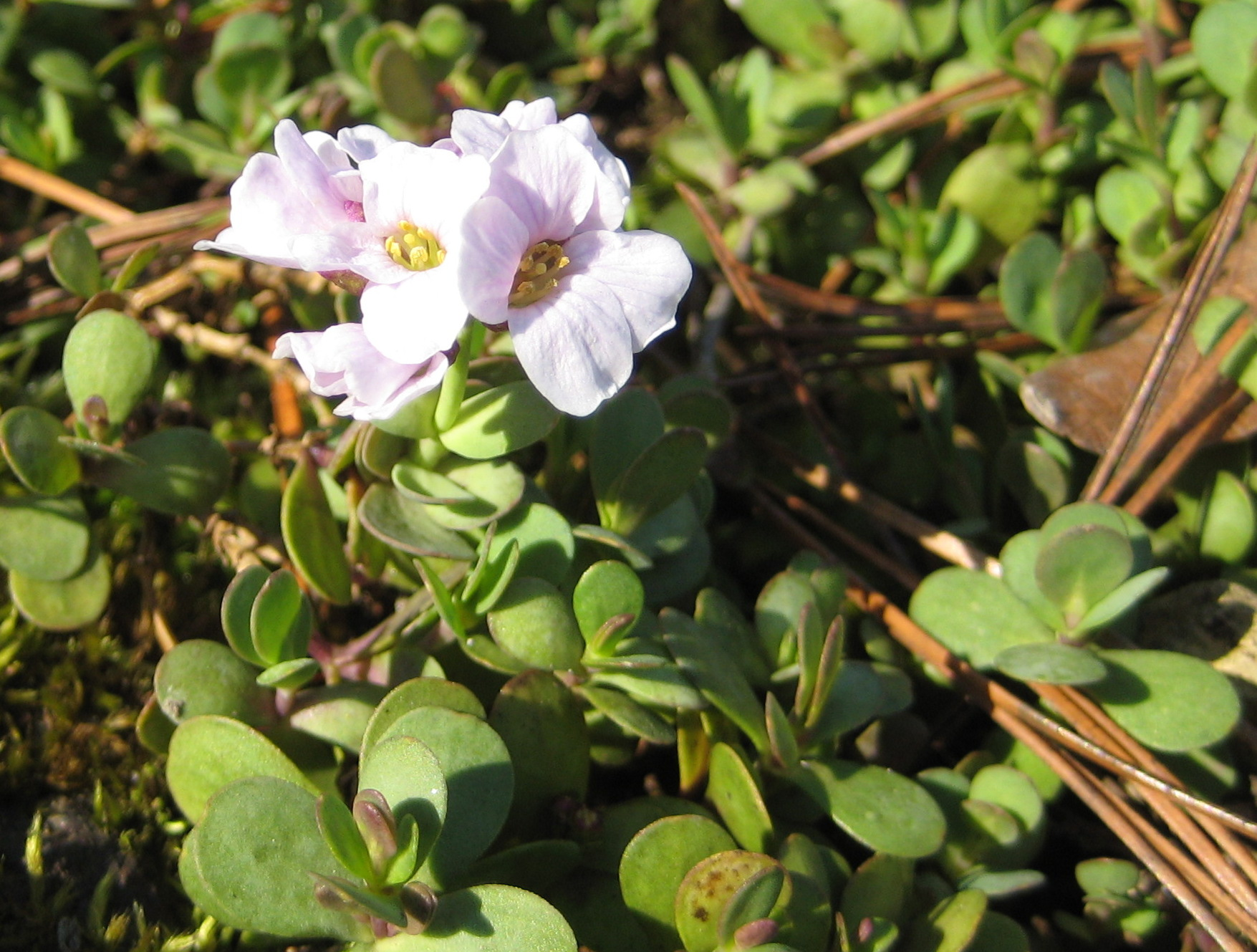
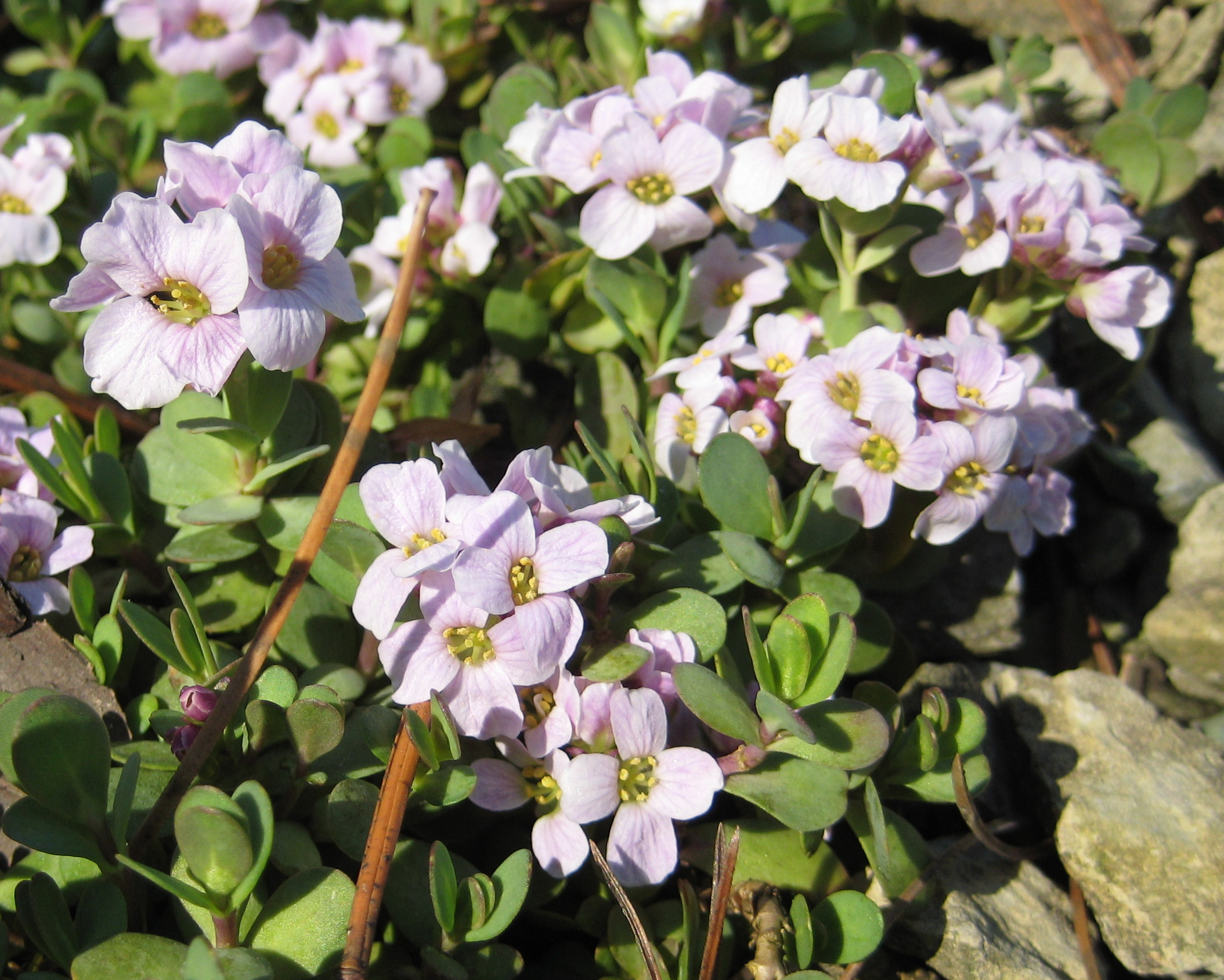